# Bocchette-Weg
Der Bocchette-Weg, auch Bocchetteweg geschrieben (italienisch Via delle Bocchette, wörtlich übersetzt „Kleine-Scharten-Weg“ meist nur le Bocchette), ist ein Klettersteig in der Brentagruppe im Trentino. Der Bocchette-Weg zieht jedes Jahr zahlreiche Klettersteiggeher an und gilt nicht nur als „Aushängeschild“ der Brentagruppe, sondern wird auch als „Mekka“ der Klettersteiggeher angesehen. Die Kehrseite sind zum Teil überfüllte Hütten und viel frequentierte Wege. Alpinisten und Kletterer bezeichnen ihn scherzhaft als „Radfahrweg“.

## Beschreibung
Der Bocchette-Weg besteht aus mehreren miteinander verbundenen Klettersteigen, die zum Wegenetz der Società degli Alpinisti Tridentini (SAT) gehören. Nach der offiziellen Nomenklatur der SAT bestehen die Bocchette aus drei Klettersteigen, die den Passo del Grostè (2442 m) im Norden mit der Scharte Bocca del Brenta (2552 m) im Süden verbinden. Der hochalpine Steig folgt in Höhen zwischen 2500 und knapp 3000 m den zumeist natürlichen Felsbändern der zentralen Brentagruppe, ohne dass er dabei Bergspitzen berührt. In seinem Verlauf führt er über mehrere kleinere Scharten (ital. bocchette), worauf der Name des Weges Bezug nimmt. Der Weg ist mit Leitern bestückt und an ausgesetzten Stellen mit Drahtseilen gesichert, die in einigen Abschnitten zusammen mit Eisenbügeln und Stiften auch als Kletterhilfe dienen. Eine vollständige und richtige Ausrüstung, eine gute Kondition, absolute Schwindelfreiheit und Trittsicherheit sind die Voraussetzungen für die Begehung aller Abschnitte. In der Vergangenheit kam es immer wieder zu tödlichen Unfällen am Bocchette-Weg.
Die drei Wegabschnitte des Bocchette-Weges können unabhängig voneinander in beiden Richtungen begangen werden und sind von Nord nach Süd der Benini-, der Hohe Bocchette- und der Zentrale Bocchettesteig. Seine Fortsetzung findet er im Süden über die Klettersteige „Livio Brentari“, „dell’Ideale“ und „Ettore Castiglione“, im Norden über die Klettersteige „Gustavo Vidi“ und „Claudio Costanzo“. Einige Autoren zählen auch die letztgenannten zum Bocchette-Weg. Der auch als Niedriger Bocchetteweg (ital. Bocchette Basse) bezeichnete SOSAT-Klettersteig zwischen der Tuckett- und Brenteihütte zählt nach der SAT ebenfalls nicht zu den Bocchette.
Als Stützpunkte bieten sich neben der Tucketthütte noch die Alimonta- und die Pedrottihütte an.

### Benini-Klettersteig
Der Benini-Klettersteig, offiziell Via Ferrata delle Bocchette – “Alfredo e Rodolfo Benini”, ist der nördliche Abschnitt des Bocchette-Weges. Er verläuft durch das Grostè-Massiv und gilt als der einfachste Wegabschnitt, darf aber deshalb nicht unterschätzt werden. Er ist leicht über die Bergstation der von Madonna di Campiglio zum Passo del Grostè führende Seilbahn zu erreichen. Der 5,1 km lange Beninisteig quert die Ostflanke der Cima del Grostè (2935 m), den Campanile dei Camosci (2926 m) und die Cima Falkner (2999 m). An der Cima Sella (2935 m) führt das technisch schwierigste Stück unter anderem mit mehreren ausgesetzten Leitern zur Scharte Bocca di Tuckett (2617 m) hinunter, an der der Beninisteig endet. Bereits vor dem Abstieg zur Tuckett-Scharte zweigt ein ebenfalls gesicherter Steig zur Tucketthütte ab.

### Hoher Bocchette-Weg
Der 3,5 km lange Hohe Bocchette-Weg (ital. Via Ferrata delle Bocchette Alte) stellt den mittleren Abschnitt des Bocchette-Weges dar. Er ist der höchstgelegene und der technisch anspruchsvollste Klettersteig. Der Steig beginnt an der Westseite der Scharte Bocca di Tuckett am Wandfuß der Nordspitze der Cima Brenta nur wenige Meter vom Beninisteig und quert anschließend das Cima-Brenta-Massiv an seiner Ostseite in Längsrichtung. Die Teilabschnitte des Hohen Bocchette-Weges sind verschiedenen Personen gewidmet, wie dem Widerstandskämpfer und Gründungsmitglied des SAT-Bergsteigerchores Enrico Pedrotti oder dem Trentiner Bergsteiger Carlo Garbari. Der Weg verläuft zunächst auf fast 3000 m Höhe um die Ostflanke der Cima Brenta. Dabei sind einige Rinnen zu queren, die zum Teil noch im Sommer mit Schnee oder Eis bedeckt sind und den Weiterweg ohne entsprechende alpine Ausrüstung riskant oder sogar unmöglich machen. Nach dem Abstieg in die schmale Scharte Bocchetta Alta dei Massodi führt über eine 30 m hohe Eisenleiter auf das Gipfelplateau des Spallone dei Massodi (3003 m), dessen aussichtsreicher Gipfel mit einem kleinen Abstecher unschwer erreicht werden kann. Anschließend verliert der Weg über Leitern und Steighilfen an Höhe. An der Bocchetta Bassa dei Massodi (2790 m) betritt man mit der Sfulmini-Kette eine weitere Untergruppe der Brenta. Über Leitern geht es anschließend auf eine Terrasse westlich der Cima Molveno (2917 m). Der Hohe Bocchette-Weg endet nach den letzten gesicherten und ausgesetzten Passagen in jenem Hochkar, das in der Vergangenheit vom Sfulmini-Gletscher bedeckt war. Von hier führt ein Weg in 20 Minuten zur Alimontahütte (2580 m).

### Zentraler Bocchette-Weg
Mit einer Länge von etwas mehr als 2,4 km ist der Zentrale Bocchette-Weg (ital. Via Ferrata delle Bocchette Centrali) der kürzeste, aber auch der meistbegangene aller drei Bocchette-Wege. Er beginnt oberhalb der Alimonta-Hütte an den Resten des ehemaligen Sfulmini-Gletschers, der noch bis Mitte des 20. Jahrhunderts fast bis zur Alimonta-Hütte reichte. An der Scharte Bocca dei Armi (2749 m) oberhalb des Gletschers beginnen die Sicherungen und Leiterpassagen. Der Weg führt anschließend auf einem ausgesetzten Felsband von der Nordseite des Torre di Brenta (3014 m) zu seiner Südostseite. Dabei werden immer wieder tief eingeschnittene Rinnen gequert. Nach einem ersten Blick auf die Felsnadel des Campanile Basso (2883 m) quert der Weg auf einem luftigen Felsband die Ostwand der Sfulmini (2910 m) und anschließend die Ostflanke des Campanile Alto (2937 m). Anschließend steigt der Weg zur schmalen Scharte Bocchetta del Campanile Basso (2917 m) ab, die den Campanile Basso von der Cima Brenta Alta abgrenzt. Das letzte Wegstück führt nach der Querung einer weiteren Rinne entlang eines schmalen und ausgesetzten Felsbandes durch Nordwest- und Westwand der Cima Brenta Alta. Mit Drahtsicherungen und letzten Leiterpassagen endet der Zentrale Bocchetteweg in unmittelbarer Nähe der Bocca di Brenta (2500 m). Von hier sind es nur wenige Gehminuten hinab bis zur Pedrottihütte (2491 m).

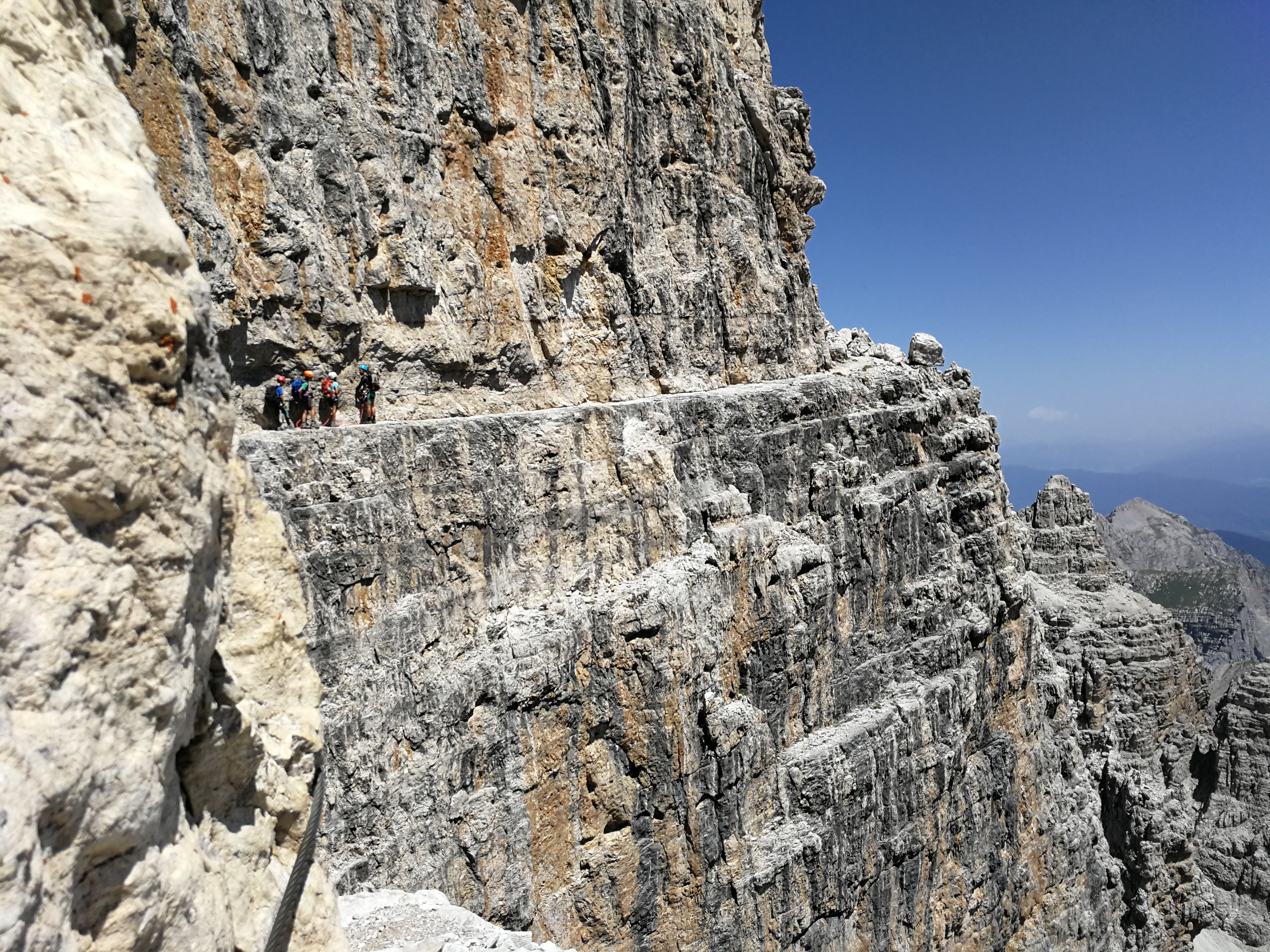
Cengia Stanchina am Zentralen Bocchette-Weg
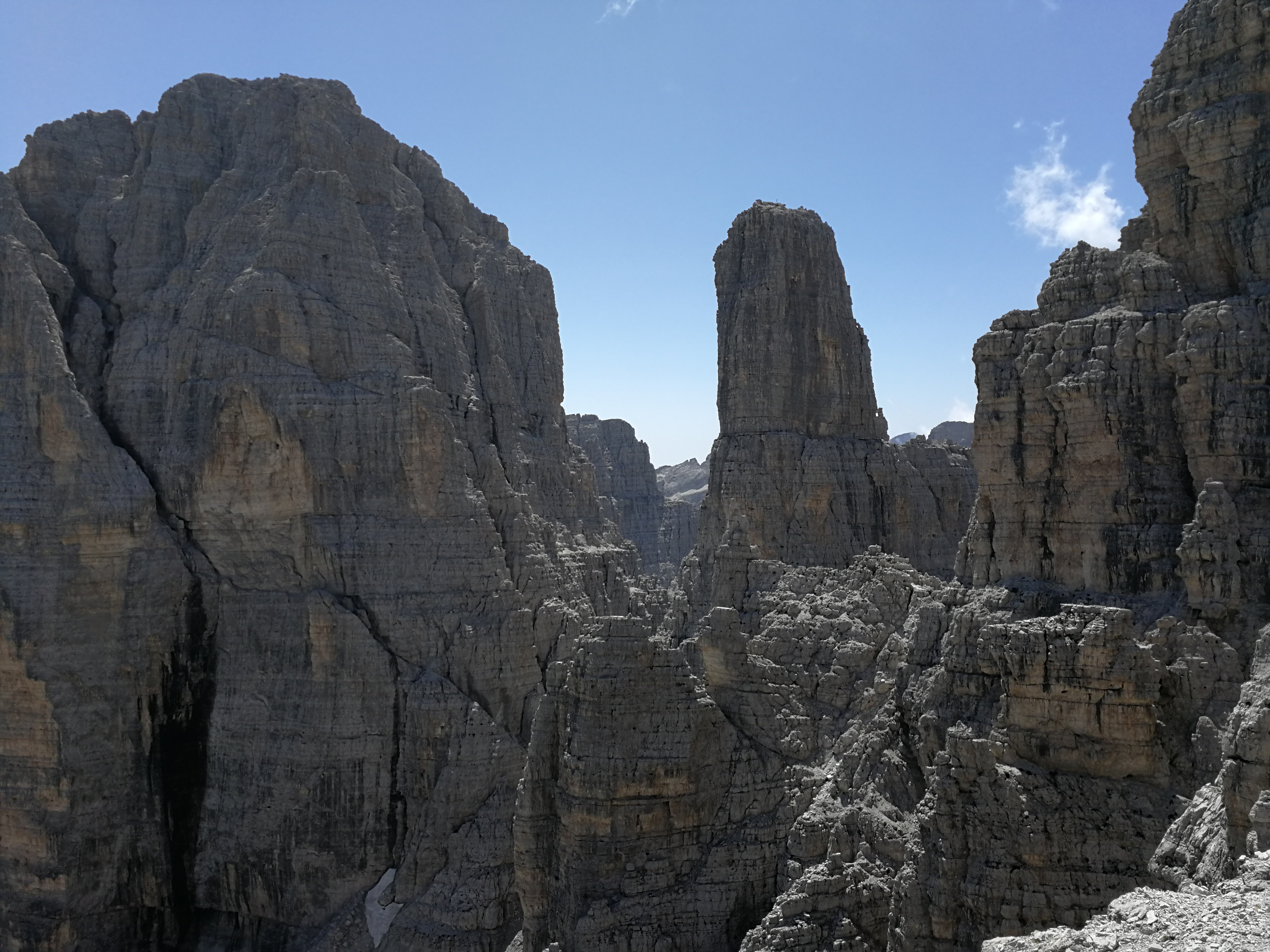
Campanile Basso am Zentralen Bocchette-Weg
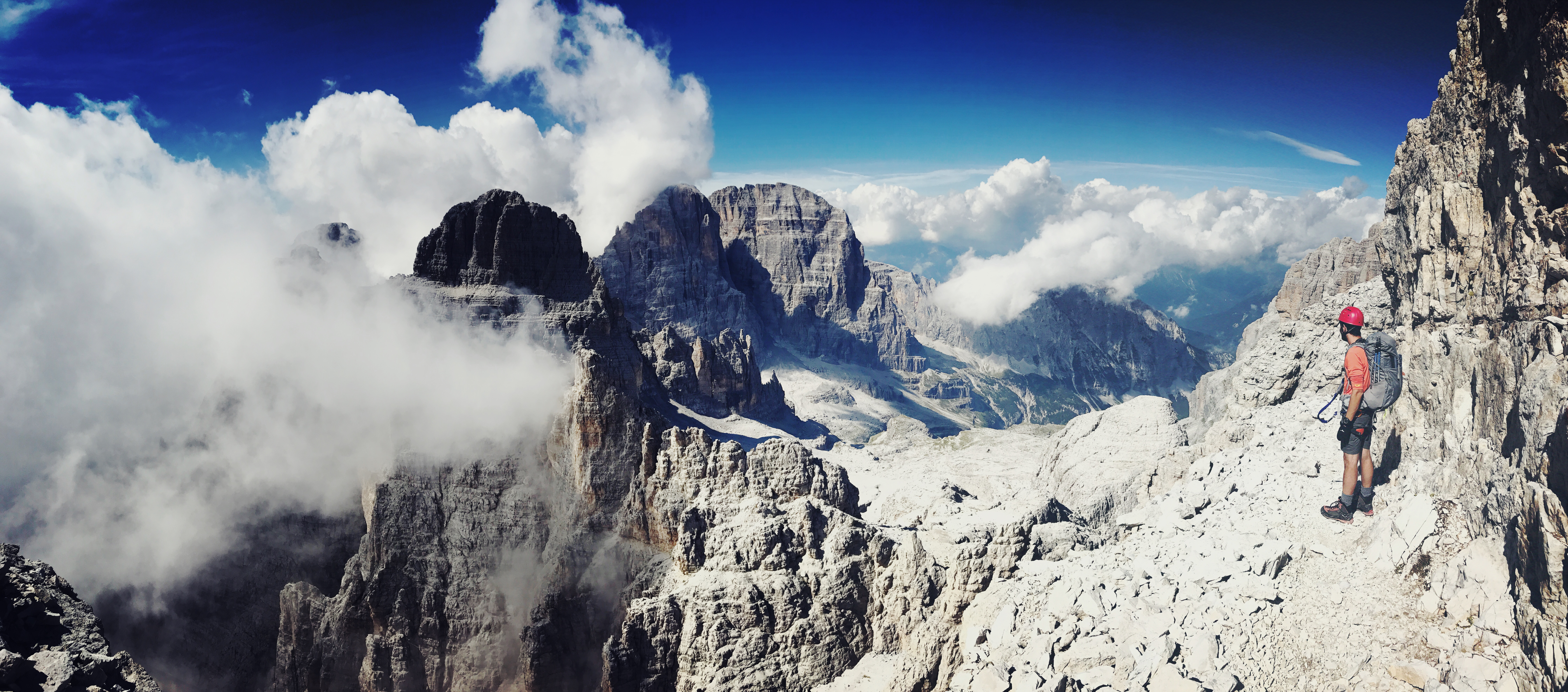
Der Hohe Bocchette-Weg an der Südostseite der Cima Brenta mit Blick auf die Cima Brenta Alta, Cima Tosa und den Crozzon di Brenta
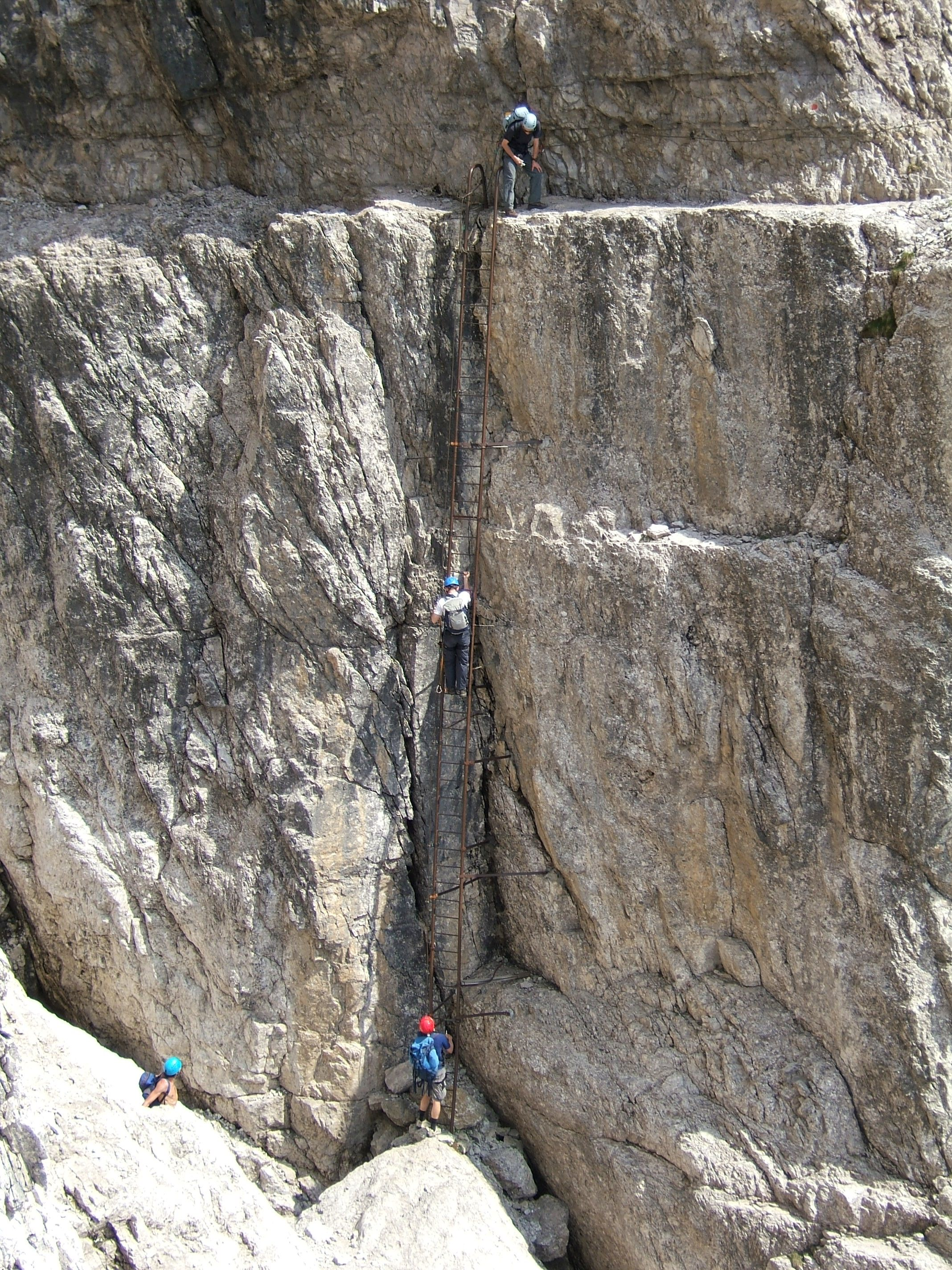
… und immer wieder Leitern
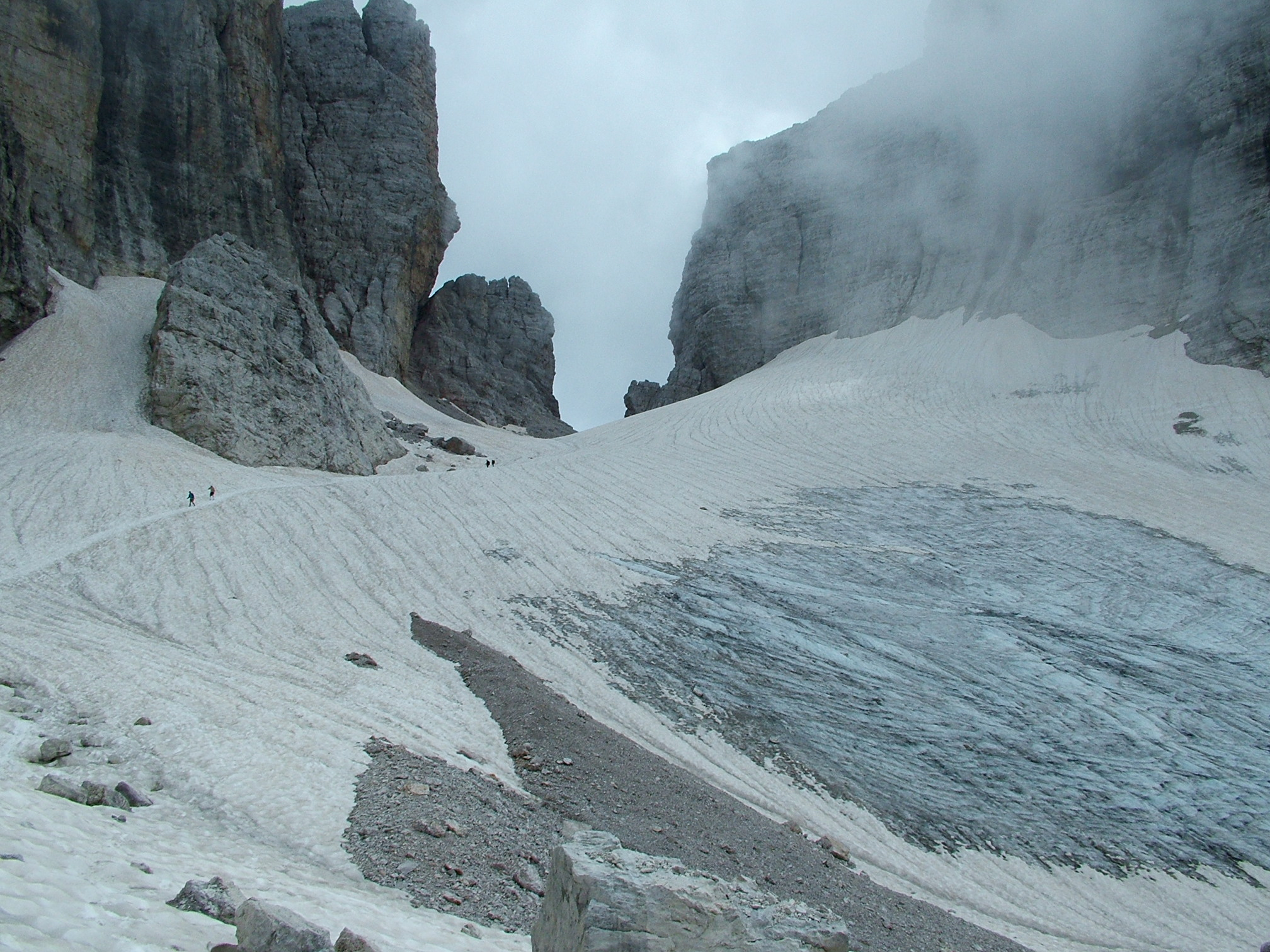
Anstieg zur Bocca dei Armi über den Sfulmini-Gletscher (2004)

## Geschichte
Der Bocchette-Weg wurde in mehreren Abschnitten zwischen 1936 und 1972 errichtet. Bereits vier Jahre zuvor war mit dem Sentiero dell’Ideale der erste Klettersteig in der Brentagruppe entstanden, der die Zwölf-Apostel-Hütte mit der Pedrotti-Hütte verbindet. In der Folge machten sich Giovanni Strobele und Arturo Castelli von der SAT Gedanken auch die anderen Hütten über die zahlreichen natürlichen Felsbänder der Gruppe zu verbinden, um die Brenta noch attraktiver zu machen. Nach zahlreichen Ortsbegehungen und dem Studium von Fotografien und Karten war man überzeugt, dass das Projekt eines „Schartenweges“ realisierbar war.
Das Projekt fand auch die Zustimmung und Unterstützung von Bergführern und Alpinisten, wie Bruno Detassis. In der Folge wurde nicht nur der Verlauf des Weges ausgearbeitet, sondern auch die grundlegenden Kriterien festgelegt, denen man bis zur endgültigen Fertigstellung des Bocchette-Weges Jahrzehnte später folgte. Nach den Vorstellungen der Erbauer sollte mit dem Weg in erster Linie der Zugang in die sonst nur erfahrenen Bergsteigern vorbehaltenen Bereiche der Brenta einem breiteren Publikum ermöglicht werden. In zweiter Linie wollte man mit dem Weg auch die Zustiege zu den Kletterwänden für die Kletterer verkürzen und erleichtern. Zugleich sollte der Bocchette-Weg aber weder auf einen Gipfel führen noch einer bekannten Kletterroute folgen. Das größte Hindernis beim Bau war seine Finanzierung. Erst mit Hilfe von Gönnern der SAT konnte der Bau schließlich in mehreren Stufen in Angriff genommen werden.
Der erste knapp 800 m lange Teilabschnitt von der Bocca di Brenta bis zur Bocchetta del Campanil Basso wurde 1936 von dem Pelzhändler und SAT-Mitglied Otto Gottstein finanziert, der später im Zuge der Judenverfolgung in die Vereinigten Staaten emigrierte. Nach seiner Fertigstellung 1937 wurde noch vor Beginn des Zweiten Weltkrieges der nächste Teilabschnitt bis zur Bocchetta degli Sfulmini fertiggestellt. Nach dem Krieg wurde das Projekt wieder aufgenommen und 1954 mühsam eine 80 cm breite und 2 m hohe Trasse durch die senkrechte abfallende Ostwand der Sfulmini geschlagen. Das künstlich errichtete Felsband ist Carla Benini de Stanchina gewidmet, die 1923 als erste Italienerin den Campanile Basso bestieg. 1957 konnte dank der finanziellen Unterstützung des Club Alpino Italiano (CAI) das letzte Teilstück bis zur Bocca dei Armi fertiggestellt werden. Es wurde dem damaligen Präsidenten des CAI, Bartolomeo Figari, gewidmet.
Nach der offiziellen Einweihung des Bocchette-Weges 1961 wurde die Fortführung des Weges bis zur Bocca di Tuckett vor allem von Bruno Detassis und seinen Brüdern Catullo und Giordano Detassis vorangetrieben. Nach fünfjähriger Planungszeit wurde 1966 mit dem Bau der Via delle Bocchette Alte begonnen. Wieder konnte der Weg nur dank der finanziellen Hilfe von Gönnern und Stiftern errichtet werden. Der Abschnitt zwischen der Bocca di Massodi und der Tuckett-Scharte wurde von dem Bergführer Pietro Vidi in den Sommermonaten 1968 und 1969 mit Steighilfen und Sicherungen versehen. Dabei stieg Vidi am Abend nach der Arbeit nicht zur nächstgelegenen Hütte ab, sondern übernachtete drei Monate lang auf knapp 3000 m Höhe in einem Zelt in der Nähe der Baustelle.
Der letzte und längste Abschnitt zwischen der Tuckett-Scharte und dem Passo del Grostè wurde 1972 zum hundertjährigen Bestehen der SAT fertiggestellt. Er wurde von Ingenieur Alfredo Benini mit der Hilfe von Verwandten und Freunden angelegt und anschließend der SAT übergeben.